# SMS Wildfang
SMS Wildfang – austro-węgierski niszczyciel z początku XX wieku. Czwarta jednostka typu Huszár. Okręt wyposażony w cztery opalane węglem kotły parowe typu Yarrow. „Wildfang” zatonął na minie 4 czerwca 1917 roku.